# Sub pielea mea
Sub pielea mea (укр. під моєю шкірою) — сингл молдовського гурту Carla's Dreams з альбому "Ngoc" 2016 року. Станом на 2017 рік є найвідомішою композицією гурту. Оригінальний сингл був доповнений низкою реміксів зарубіжних діджеїв.

## Eroina
За даною композицією також закріпилася назва "#Eroina" через велику кількість повторень даного слова в приспіві. Саме слово "Eroina" перекладається як "героїня", однак за версією сайту Amalgama [Архівовано 18 січня 2017 у Wayback Machine.] його можна перекласти і як "героїн" через повну співзвучність зі словом "heroina" та схожість за сенсом тексту.

## Ремікси та кавер-версії
- Протягом 2016 року вийшло декілька реміксів даної композиції. Свої версії запропонували такі зарубіжні музиканти, як: Бурак Єтер, Midi Culture.

Версія Midi Culture стала найбільш вдалою на думку фанатів.
- У липні 2016 року вийшла пародія в рамках гри Minecraft під назвою "În mina mea/ Iar în mina"[5].

- У грудні 2016 року в рамках конкурсу каверів румунський альтернативний метал-гурт Coma записав рок-версію пісні та представив свій відеокліп. В свою чергу Carla's Dreams записали кавер до їхньої пісні "Document" та також зняли відеокліп.

## Відеокліп
Оригінальна (повільна) версія відео була представлена 20 січня 2016 року. Зйомками займалась компанія GLOBAL RECORDS & BR Films. На початку відео показано, як чоловік та жінка (ймовірно науковці) заходять до ліфту, де вже знаходиться фронтмен - Андрей Церуш. Після цього між чоловіком та жінкою відбувається інтим. В цей час вокаліст знаходиться у ліфті, час від часу танцюючи у ритм пісні. Наприкінці чоловік та жінка (ймовірно у стані задоволення) знову заходять до ліфту з вокалістом та відео обривається.
У травні того ж року вийшло відео і до ремікс-версії, після чого неодноразово транслювалося українським телеканалом M1.
Спершу, відео до пісні могло бути заборонене до показу згідно зі статею на сайті mediafax.ro [Архівовано 2 лютого 2017 у Wayback Machine.].
Станом на 23 січня 2017 року відео має 59 502 494 переглядів на YouTube.

## Трек-лист
1. Sub Pielea Mea (оригінальна версія) - 3:46
2. Sub Pielea Mea (Midi Culture Remix) - 5:08